# فرانسیس ۲۰۵۰
سیارک ۲۰۵۰ (به انگلیسی: 2050 Francis، نامگذاری:1974KA) دو هزار و پنجاهمین سیارک کشف شده‌است که در ۲۸ مه ۱۹۷۴ کشف شد.
قدر مطلق سیارک برابر ۱۲٫۶۸ است.